# 约纳·托伊维奥
约纳·托伊维奥（芬蘭語：Joona Toivio；1988年3月10日—）是芬兰足球运动员。位置为后卫，现效力于瑞典足球超级联赛球会赫根及芬兰国家足球队。同時也入选2020年欧洲足球锦标赛芬兰国家队名单。